# كاتي لوهمان
كاتي لهمان (بالإنجليزية: Katie Lohmann)‏ (ولدت في 29 يناير 1980)  عارضة أزياء، ممثلة، اشتهرت بكونها بلاي بوي بلايميت لشهر أبريل 2001.
ظهرت في عدد من الأفلام الكومية منها فيلم تومكاتس (2001), هوت شيك (2002)

## روابط خارجية
- الموقع الرسمي
- كاتي لوهمان على موقع IMDb (الإنجليزية)
- كاتي لوهمان على موقع ألو سيني (الفرنسية)
- كاتي لوهمان على موقع أول موفي (الإنجليزية)
- كاتي لوهمان على موقع قاعدة بيانات الفيلم (الإنجليزية)
- كاتي لوهمان على موقع كينوبويسك (الروسية)